# Mini Challenge Deutschland
Die Mini Challenge Deutschland war eine Motorsport-Rennserie, die von 2004 bis 2011 ausgetragen wurde. Die Rennen fanden im Rahmen unterschiedlicher Serien und Veranstaltungen statt, darunter Formel 1, Tourenwagen-Weltmeisterschaft, 24h-Rennen, DTM, AvD Oldtimer Grand Prix, ADAC Masters Weekend und beim Mini United-Festival. In der Clubsport-Serie waren ausschließlich Mini am Start. Nachfolgemeisterschaft ist die seit 2012 durchgeführte Mini Trophy.

## Technisches Reglement

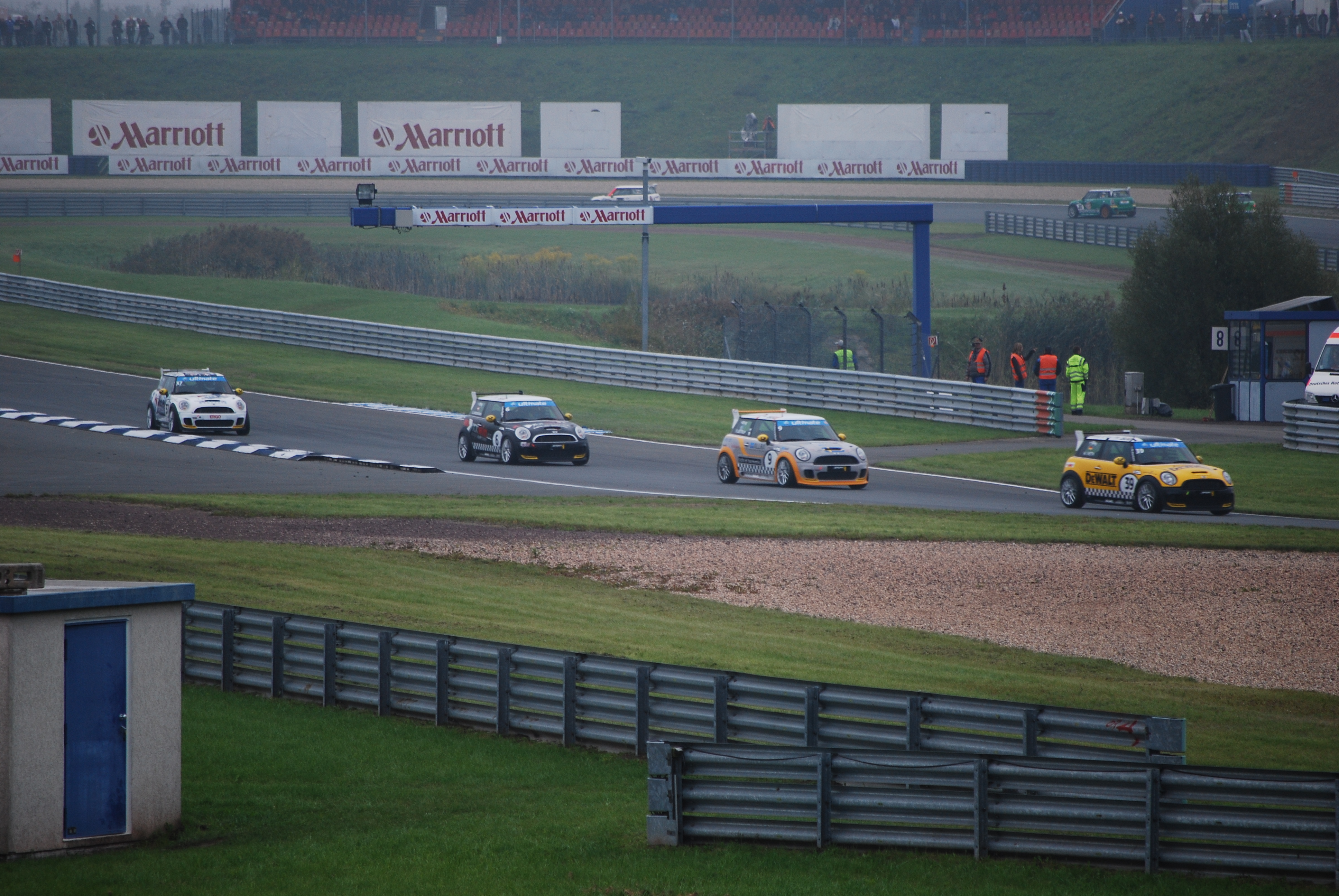
Mini Challenge Deutschland 2010 in der Motorsport Arena Oschersleben

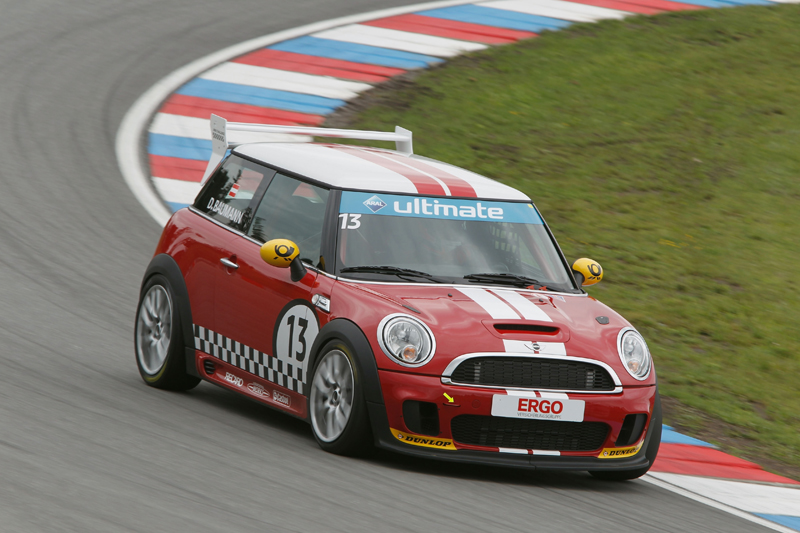
MINI Challenge 2010 - Brno (CZ)

Zugelassen war nur das Modell Mini John Cooper Works Challenge mit 210 PS und einer Beschleunigung von 0 auf 100 in 6,1 Sekunden. Der Wagen kostete 41.930 € (ohne Mwst.) und konnte nicht für den öffentlichen Straßenverkehr zugelassen werden. Das Mindestgewicht der Wagen betrug 1150 kg plus Fahrer. BMW lieferte und testete das Fahrzeug. Die Fahrzeuge wurden beim Startschuss zur Mini Challenge den einzelnen 38 Teams zugelost. Um möglichst große Chancengleichheit zu gewähren, waren nur wenige Veränderungen am Wagen erlaubt. Motor, Getriebe und Turbolader waren mit Plomben gesichert, die nicht entfernt werden durften. Es durften keine Thermostate zusätzlich eingebaut werden. Die Rennreifen kamen vom Hersteller Dunlop.

## Sportliches Reglement
Das Mindestalter war 18 Jahre. Der Serienbetreiber konnte jedoch 17-jährige Starter in Form einer Ausnahmeregelung zulassen. Teilnahmeberechtigt waren Fahrer mit einer gültigen nationalen A-Lizenz für alle vom DMSB genehmigten Veranstaltungen bzw. einer internationalen B- oder C-Fahrerlizenz des DMSB oder einer anderen der FIA angeschlossenen nationalen Sportbehörde für alle anderen Veranstaltungen, die bei der Mini Challenge Organisation gemäß den Einschreibebedingungen eingeschrieben waren und die Einschreibegebühren entrichtet hatten. Am Rennwochenende gab es ein Freies Training und ein Zeittraining von 30 Minuten Länge. Es wurden zwei Wertungsläufe à 30 Minuten ausgetragen. Eine Ausnahme gab es beim 24-Stunden-Rennen, bei dem nur ein Wertungslauf ausgetragen wurde. Die Startaufstellung für den zweiten Wertungslauf ergab sich aus dem Ergebnis des ersten, wobei die ersten sechs Fahrer in umgekehrter Reihenfolge ins zweite Rennen starteten. Die Rennen wurden üblicherweise durch einen stehenden Start begonnen.

## Punktevergabe
Für die Plätze 1 bis 20 wurden die Punkte in folgender Reihenfolge vergeben:
| Position | 1. | 2. | 3. | 4. | 5. | 6. | 7. | 8. | 9. | 10. | 11. | 12. | 13. | 14. | 15. | 16. | 17. | 18. | 19. | 20. |
| -------- | -- | -- | -- | -- | -- | -- | -- | -- | -- | --- | --- | --- | --- | --- | --- | --- | --- | --- | --- | --- |
| Punkte   | 30 | 24 | 20 | 17 | 16 | 15 | 14 | 13 | 12 | 11  | 10  | 9   | 8   | 7   | 6   | 5   | 4   | 3   | 2   | 1   |

## Rennstrecken
Die Saison 2011 wurde auf den Rennstrecken Hockenheimring, Sachsenring, Nürburgring, Oschersleben und Salzburgring ausgetragen.

## Ergebnisse

### Sieger der Mini Challenge Deutschland
| Jahr | Sieger                | Zweiter        | Dritter               |
| ---- | --------------------- | -------------- | --------------------- |
| 2004 | Alexander Burgstaller | Kai Riemer     | Marcel Wintersohl     |
| 2005 | Steve Abold           | Kai Riemer     | Thomas Winkelhock     |
| 2006 | Thomas Jäger          | Joakim Mangs   | Maximilian Werndl     |
| 2007 | Joakim Mangs          | Harald Proczyk | Alexander Burgstaller |
| 2008 | Thomas Neumann        | Harald Proczyk | Daniel Haglöf         |
| 2009 | Daniel Haglöf         | Hendrik Vieth  | Nico Bastian          |
| 2010 | Hendrik Vieth         | Harald Proczyk | Stefan Landmann       |
| 2011 | Nico Bastian          | Hendrik Vieth  | Fredrik Lestrup       |

### Team-Sieger der Mini Challenge Deutschland
| Jahr | Sieger              | Zweiter                | Dritter                         |
| ---- | ------------------- | ---------------------- | ------------------------------- |
| 2004 | Schubert Motorsport | We Love / o2 can race. | Ich liebe es                    |
| 2005 | Roma Wiesmann       | Schubert Motorsport 1  | Highspeed Racing 1              |
| 2006 | Team ProSieben      | Schubert Motorsport 1  | Roma Team Wiesmann 1            |
| 2007 | Team ProSieben      | Schubert Motorsport 1  | Ehrl Sport Lechner Racing       |
| 2008 | Gigamot 1           | die agentour Racing    | Ehrl Sport Lechner Racing       |
| 2009 | Gigamot 1           | die agentour Racing    | Vivus Racing Team               |
| 2010 | Gigamot 1           | Lechner Racing Team    | Gigamot 2                       |
| 2011 | Gigamot             | Caisley International  | Team Piro and Partl Motorsports |